# Ladies Open Lugano 2018
Ladies Open Lugano 2018, oficiálním sponzorským názvem Samsung Open presented by Cornèr 2018, byl tenisový turnaj pořádaný jako součást ženského okruhu WTA Tour, který se odehrával na otevřených antukových dvorcích areálu TC Lido Lugano. Probíhal mezi 9. až 15. dubnem 2018 v jihošvýcarském Luganu jako druhý ročník turnaje.
Úvodní ročník se konal v hale Swiss Tennis Arena Švýcarského národního tenisového centra v Bielu, odkud byl přestěhován do Lugana.
Událost s rozpočtem 250 000 dolarů patřila do kategorie WTA International Tournaments. Nejvýše nasazenou hráčkou ve dvouhře se stala světová devatenáctka Kristina Mladenovicová z Francie, která utkání úvodního kola skrečovala pro bolest zad. Jako poslední přímá účastnice do dvouhry nastoupila švýcarská 112. hráčka žebříčku Viktorija Golubicová.
Třetí singlový titul na okruhu WTA Tour a první antukový vybojovala 22letá Belgičanka Elise Mertensová, která na turnaji získala „double“ po triumfu v deblové soutěži s krajankou Kirsten Flipkensovou. Bodový zisk Mertensovou posunul na nová kariérní maxima, 17. místo singlového a 30. místo deblového žebříčku WTA.

## Distribuce bodů a finančních odměn

### Distribuce bodů
| Soutěž  | vítězky | finalistky | semifinalistky | čtvrtfinalistky | 16 v kole | 32 v kole | Q  | Q2 | Q1 |
| ------- | ------- | ---------- | -------------- | --------------- | --------- | --------- | -- | -- | -- |
| dvouhra | 280     | 180        | 110            | 60              | 30        | 1         | 18 | 12 | 1  |
| čtyřhra | 280     | 180        | 110            | 60              | 1         | —         | —  | —  | —  |

### Finanční odměny
| dvouhra                               | $43 000 | $21 400 | $11 500 | $6 175 | $3 400 | $2 100 | $1 020 | $600 |
| čtyřhra                               | $12 300 | $6 400  | $3 435  | $1 820 | $960   | —      | —      | —    |
| částky ve čtyřhře jsou uváděny na pár |         |         |         |        |        |        |        |      |

## Ženská dvouhra

### Nasazení
| Stát                         | Hráčka                    | WTA | Nasazení |
| ---------------------------- | ------------------------- | --- | -------- |
| Francie                      | Kristina Mladenovicová    | 19. | 1.       |
| Belgie                       | Elise Mertensová          | 20. | 2.       |
| Španělsko                    | Carla Suárezová Navarrová | 23. | 3.       |
| Estonsko                     | Anett Kontaveitová        | 28. | 4.       |
| Rusko                        | Světlana Kuzněcovová      | 29. | 5.       |
| Francie                      | Alizé Cornetová           | 37. | 6.       |
| Rumunsko                     | Mihaela Buzărnescuová     | 39. | 7.       |
| Bělorusko                    | Aljaksandra Sasnovičová   | 49. | 8.       |
| Belgie                       | Alison Van Uytvancková    | 51. | 9.       |
| Žebříček WTA k 2. dubnu 2018 |                           |     |          |

### Jiné formy účasti
Následující hráčky obdržely divokou kartu do hlavní soutěže:
- Viktorija Golubicová
- Světlana Kuzněcovová
- Jil Teichmannová
- Stefanie Vögeleová

Následující hráčka nastoupila do hlavní soutěže pod žebříčkovou ochranou:
- Mandy Minellaová

Následující hráčky postoupily z kvalifikace:
- Alexandra Cadanțuová
- Kathinka von Deichmannová
- Richèl Hogenkampová
- Tamara Korpatschová
- Danka Kovinićová
- Věra Lapková

Následující hráčka postoupila z kvalifikace jako tzv. šťastná poražená:
- Magdalena Fręchová

### Odhlášení
před zahájením turnaje
- Timea Bacsinszká → nahradila ji  Polona Hercogová
- Kiki Bertensová → nahradila ji  Mandy Minellaová
- Dominika Cibulková → nahradila ji  Kristýna Plíšková
- Sorana Cîrsteaová → nahradila ji  Sie Šu-wej
- Anna-Lena Friedsamová → nahradila ji  Julia Putincevová
- Kateryna Kozlovová → nahradila ji  Laura Siegemundová
- Maria Sakkariová → nahradila ji  Kirsten Flipkensová
- Carla Suárezová Navarrová → nahradila ji  Magdalena Fręchová

### Skrečování
- Kristina Mladenovicová (poranění zad)[1]
- Laura Siegemundová (poranění levé dolní končetiny)[1]

## Ženská čtyřhra

### Nasazení
| Stát                                                                     | Hráčka                | Stát               | Hráčka            | WTA  | Nasazení |
| ------------------------------------------------------------------------ | --------------------- | ------------------ | ----------------- | ---- | -------- |
| Belgie                                                                   | Kirsten Flipkensová   | Belgie             | Elise Mertensová  | 75.  | 1.       |
| Polsko                                                                   | Alicja Rosolská       | USA                | Abigail Spearsová | 83.  | 2.       |
| Rumunsko                                                                 | Ioana Raluca Olaruová | Spojené království | Anna Smithová     | 97.  | 3.       |
| Austrálie                                                                | Monique Adamczaková   | Švýcarsko          | Xenia Knollová    | 116. | 4.       |
| Žebříček WTA k 2. dubnu 2018; číslo je součtem umístění obou členek páru |                       |                    |                   |      |          |

### Jiné formy účasti
Následující páry obdržely divokou kartu do hlavní soutěže:
- Amandine Hesseová /  Kristina Mladenovicová

Následující pár nastoupil z pozice náhradníka:
- Réka Luca Janiová /  Danka Kovinićová

### Odhlášení
před zahájením turnaje
- Kristina Mladenovicová (poranění zad)[1]

## Přehled finále

### Ženská dvouhra
- Elise Mertensová vs.  Aryna Sabalenková, 7–5, 6–2

### Ženská čtyřhra
- Kirsten Flipkensová /  Elise Mertensová vs.  Věra Lapková /  Aryna Sabalenková, 6–1, 6–3